# Мері Маклеод Бетьюн
Мері Джейн Маклеод Бетюн (англ. Mary Jane McLeod Bethune, 10 липня 1875, Мейсвілль, Південна Кароліна — 18 травня 1955, Дейтона-Біч, Флорида) — американська педагогиня, громадська діячка, активістка руху за права чорношкірих громадян США, вуманістка і філантропка.
Мері Маклеод народилася в 1875 році в Південній Кароліні 15-тою з 17 дітей в сім'ї колишніх рабів Сема і Петсі Маклеод. З дитинства допомагала батькам по роботі. У 1895 році закінчила коледж. Надалі мріяла стати місіонеркою, проте жодна церква не захотіла спонсорувати її. У 1898 році одружилася з Альбертусом Л. Бетюном. Працювала вчителькою в невеликих південних школах.
У 1904 році шлюб з Бетюном розпався, і Маклеод переїхала з сином до Флориди. Тут в місті Дейтона-Біч вона відкрила власну школу і інститут для афроамериканських дівчат. З 1929 року школа об'єдналася з чоловічим коледжем і стала університетом для Університетом Бетюн-Кукмена для чорних. Маклеод була директоркою університету до 1942 року і в 1946—1947. Під її керівництвом заклад отримав повну акредитацію і виріс до 1000 осіб.
Мері Маклеод померла в 1955 році від інфаркту міокарда.
У 1974 році їй встановлено пам'ятник у Вашингтоні, в 1985 році в США вийшла поштова марка пам'яті Маклеод.
Мері Маклеод удостоєна ряду нагород за свою діяльність, в тому числі:
- Національний орден Пошани і Заслуг (1949),
- Включення до Національної зали слави жінок (1973).